# Dicaelotus cameroni
Dicaelotus cameroni là một loài tò vò trong họ Ichneumonidae.